# Домашний чемпионат Великобритании 1893
Домашний чемпионат Великобритании 1893 — десятый розыгрыш Домашнего чемпионата, футбольного турнира с участием сборных четырёх стран Великобритании (Англии, Шотландии, Уэльса и Ирландии) Победу в соревновании в шестой раз одержала сборная Англии, которая сравнялась по количеству титулов с Шотландией. Англичане доминировали на протяжении всего турнира, легко обыграв всех своих конкурентов и забив 17 голов в трёх матчах.
Чемпионат начался матчем сборной Англии против Ирландии. Англичане победили соперника со счётом 6:1, при этом нападающий Уолтер Гиллиат сделал хет-трик. Затем со счётом 6:0 была разгромлена сборная Уэльса. В двух следующих матчах валлийцы и ирландцы также не смогли ничего противопоставить и сборной Шотландии — Уэльс был разгромлен на своём поле со счётом 0:8 (среди шотландцев хет-триком отметился Джон Баркер, а Джон Мэдден сделал покер), ирландцы же потерпели поражение со счётом 1:6. Таким образом, победитель чемпионата должен был определиться в матче сборных Англии и Шотландии, который прошёл 1 апреля в Лондоне. Англичане забили первый гол уже на 10-й минуте, однако затем шотландцы сравняли счёт, а в самом начале второго тайма сумели выйти вперёд. Тем не менее, это не остановило англичан, которые на 58-й минуте сделали счёт 2:2, после чего быстро забили в ворота шотландцев ещё три мяча. Победа с итоговым счётом 5:2 принесла сборной Англии чемпионский титул. Официальная посещаемость этого матча составила 16 000 человек; по свидетельствам очевидцев, стадион был переполнен настолько, что часть болельщиков стояла перед журналистами, частично перекрывая им обзор. Как следствие, до сих пор имеются некоторые разногласия относительно авторов голов в этом матче — отдельные источники сообщают, что нападающий англичан Фред Спайксли сделал хет-трик, тогда как официально ему было засчитано лишь два гола.
Чемпионат завершился драматической встречей между сборными Ирландии и Уэльса, в которой ирландцам с трудом удалось победить со счётом 4:3, что обеспечило им итоговое третье место в таблице.

## Таблица
| Поз | Команда    | И | В | Н | П | МЗ | МП | РМ  | О |
| --- | ---------- | - | - | - | - | -- | -- | --- | - |
| 1   | Англия (Ч) | 3 | 3 | 0 | 0 | 17 | 3  | +14 | 6 |
| 2   | Шотландия  | 3 | 2 | 0 | 1 | 16 | 6  | +10 | 4 |
| 3   | Ирландия   | 3 | 1 | 0 | 2 | 6  | 15 | −9  | 2 |
| 4   | Уэльс      | 3 | 0 | 0 | 3 | 3  | 18 | −15 | 0 |

## Матчи
| 25 февраля 1893 | Англия                                                         | 6:1     | Ирландия     | Бирмингем                                                   |
| | Гиллиат 10′ 18′ 30′ · Смит 43′ · Уинкворт 60′ · Сэндилендс 75′ | (отчёт) | Гэффикин 12′ | Стадион: «Перри Барр» Зрителей: 10 000 Судья: Томас Р. Парк |
| Англия: Крис Чарсли, Албан Харрисон, Фред Перри, Альберт Смит, Уильям Уинкворт, Норман Купер, Роберт Топем, Гилберт Смит, Джордж Коттерилл, Уолтер Гиллиат, Руперт Сэндилендс Ирландия: Джон Клагстон, Вилли Гордон, Роберт Стюарт, Тэнни Маккйоун, Сэмми Спенсер, Билл Каннингем, Джеймс Смолл, Джордж Гэффикин, Олферт Стэнфилд, Сэм Торранс, Джек Пиден |                                                                |         |              |                                                             |

| 13 марта 1893 | Англия                                                        | 6:0     | Уэльс | Сток-он-Трент                                                      |
| | Спайксли 25′ 30′ 88′ · Бассетт 47′ · Гудолл 49′ · Ренолдз 75′ | (отчёт) |       | Стадион: «Виктория Граунд» Зрителей: 10 000 Судья: Джеймс Кэмпбелл |
| Англия: Джон Сатклифф, Томми Клэр, Боб Холмс, Джек Ренолдз, Чарли Перри, Джимми Тернер, Билли Бассетт, Джимми Уайтхед, Джон Гудолл, Джо Скофилд, Фред Спайксли Уэльс: Джеймс Трейнер, Дэвид Джонс, Чарли Парри, Эдвин Уильямс, Джо Дейвис, Эдвард Моррис, Джек Батлер, Джим Вон, Эдвин Джеймс, Бенджамин Льюис, Роберт Робертс |                                                               |         |       |                                                                    |

| 18 марта 1893 | Уэльс | 0:8     | Шотландия                                              | Рексем                                                            |
| |       | (отчёт) | Мэдден 4′ 20′ 47′ 89′ · Баркер 25′ 30′ 40′ · Лэмби 65′ | Стадион: «Рейскорс Граунд» Зрителей: 4500 Судья: Уильям Г. Стейси |
| Уэльс: Сэмюэл Джонс, Оливер Тейлор, Фред Джонс, Джордж Уильямс, Эдвин Уильямс, Эдвард Моррис, Билли Оуэн, Джим Вон, Джек Батлер, Бенджамин Льюис, Гарольд Боудлер Шотландия: Джон Маклауд, Дэниел Дойл, Робер Фойерс, Дональд Силларс, Эндрю Маккриди, Дэвид Стюарт, Джон Тейлор, Уильям Томсон, Джон Мэдден, Уильям Лэмби, Джон Баркер |       |         |                                                        |                                                                   |

| 25 марта 1893 | Шотландия                                                                    | 6:1     | Ирландия     | Глазго                                                     |
| | Макмахон 5′ · Хэмилтон 15′ · Торранс 20′ (авт.) · Селлар 28′ 80′ · Келли 50′ | (отчёт) | Гэффикин 43′ | Стадион: «Селтик Парк» Зрителей: 12 000 Судья: Джон Тейлор |
| Шотландия: Джон Линдси, Джеймс Адамс, Роберт Смелли, Уильям Мейли, Джимми Келли, Дэвид Митчелл, Томас Уадделл, Джонни Кэмпбелл, Джеймс Хэмилтон, Уильям Селлар, Сэнди Макмахон Ирландия: Джон Клагстон, Вилли Гордон, Рэб Торранс, Тэнни Маккйоун, Сэм Джонстон, Сэм Торранс, Джимми Смолл, Джордж Гэффикин, Джеймс Уильямсон, Джеймс Уилтон, Джек Пиден |                                                                              |         |              |                                                            |

| 1 апреля 1893 | Англия                                             | 5:2     | Шотландия                | Лондон                                                                      |
| | Гослинг 10′ · Коттерилл 58′ · Спайксли 78′ 80′ 84′ | (отчёт) | Уадделл 25′ · Селлар 47′ | Стадион: «Ричмонд Атлетик Граунд» Зрителей: 16 000 Судья: Джон Чарльз Клегг |
| Англия: Лесли Гей, Албан Харрисон, Боб Холмс, Джек Ренолдз, Джонни Холт, Джордж Кинси, Билли Бассетт, Роберт Гослинг, Джордж Коттерилл, Эдгар Чедуик, Фред Спайксли Шотландия: Джон Линдси, Уолтер Арнотт, Роберт Смелли, Уильям Мейли, Джимми Келли, Дэвид Митчелл, Уильям Селлар, Томас Уадделл, Джеймс Хэмилтон, Сэнди Макмахон, Джонни Кэмпбелл |                                                    |         |                          |                                                                             |

| 8 апреля 1893 | Ирландия                      | 4:3     | Уэльс                         | Белфаст                                                   |
| | Пиден 5′ 50′ 58′ · Уилтон 82′ | (отчёт) | Б. Оуэн 8′ · Дж. Оуэн 34′ 80′ | Стадион: «Солитьюд» Зрителей: 3000 Судья: Джеймс Кэмпбелл |
| Ирландия: Джон Клагстон, Вилли Гордон, Роберт Стюарт, Алекс Кроуфорд, Тэнни Маккйоун, Сэм Джонстон, Джимми Смолл, Джордж Гэффикин, Олферт Стэнфилд, Джеймс Уилтон, Джек Пиден Уэльс: Сэмюэл Джонс, Альфред Таунсенд, Оливер Тейлор, Артур Лиа, Джек Эванс, Эдвард Моррис, Джим Вон, Билли Оуэн, Джек Батлер, Джордж Оуэн, Эдвин Джеймс |                               |         |                               |                                                           |

## Чемпион
| Чемпион Великобритании 1893 |
| Англия Шестой титул         |

## Бомбардиры
| - 6 голов - Фред Спайксли - 4 гола - Джон Мэдден - 3 гола - Уолтер Гиллиат - Джек Пиден - Джон Баркер - Уильям Селлар - 2 гола - Джордж Гэффикин - Джордж Оуэн - 1 гол - Билли Бассетт - Роберт Гослинг - Джон Гудолл | - 1 гол (продолжение) - Джордж Коттерилл - Джек Ренолдз - Гилберт Смит - Руперт Сэндилендс - Уильям Уинкворт - Джеймс Уилтон - Билли Оуэн - Джимми Келли - Уильям Лэмби - Сэнди Макмахон - Томас Уадделл - Джеймс Хэмилтон - Автогол - Сэм Торранс |